# Jim Lanigan
James Wood „Jim“ Lanigan (* 30. Januar 1902 in Chicago; † 9. April 1983 in Elburn in Illinois) war ein US-amerikanischer Jazz-Bassist des Chicago-Jazz. Er spielte Kontrabass und Tuba.
Lanigan, dessen Eltern beide Musiker waren, spielte als Kind zunächst Klavier und Violine. Als Jugendlicher war er Mitglied der „Austin High School Gang“ und deren Folgebands, wo er Klavier und Schlagzeug spielte, bevor er zum Bass wechselte. Er spielte danach 1925 mit den „Mound City Blue Blowers“ von Red McKenzie (er spielte auch bei den Aufnahmen McKenzies mit Eddie Condon 1927, „McKenzies and Condons Chicagoans“), 1926 bis 1927 mit Art Kassel, den „Chicago Rhythm Kings“, den „Jungle Kings“ und 1927 bis 1931 mit Ted Fio Rito. 1932/3 spielte er im Orchester des Radiosenders NBC in Chicago, in einem Theaterorchester in Chicago und im Chicago Symphony Orchestra. 1937 bis 1948 spielte er wieder bei NBC und danach bis 1952 als Studiomusiker in weiteren Radio- und TV-Bands.  Daneben spielte er auch in den Bands von Jimmy McPartland, mit Bud Freeman (1946), den „Jungle Kings“ von Bud Jacobson und Danny Alvin (1950). Er spielte in mehreren Reunions der „Austin High School Gang“, z. B. 1959 auf dem Playboy Jazz Festival. Er nahm nie unter eigenem Namen auf.